# Брати Доннеллі (серіал)
«Брати Доннеллі» — американський телесеріал, про чотирьох братів-ірландців, які волею долі протистоять ірландській профспілці, італійській мафії та поліції. 
Пілотний епізод серіалу був показаний 26 лютого 2007 року на телеканалі NBC. Було показано 13 серій, та після першого сезону серіал був закритий.

## Сюжет
Події серіалу відбуваються у Нью-Йорку. Чотири брати ірландського походження в дитинстві втратили батька і досить рано зрозуміли, що нікому окрім родини вони не можуть довіритись. Постійна відсутність грошей змушує одного з них пограбувати вантажівку, а іншого - невдало грати в азартні ігри. Проте саме завдяки родинному зв'язку вони можуть протистояти голові ірландської профспілки, італійській мафії та поліції.

## Персоналії
- Джонатан Такер — Томас «Томмі» Доннеллі
- Том Гірі — Джеймс «Джіммі» Доннеллі
- Біллі Лаш — Кевін Доннеллі
- Майкл Сталь-Девід — Шон «Шонні» Доннеллі
- Олівія Вайлд — Дженні Райлі
- Кіт Ноббс — Джо Айс Крім
- Кірк Асеведо — Нікі Коттеро
- Кейт Малгрю — Хелен Доннеллі